# Dave Rodger
Dave Rodger, född den 18 juni 1955 i Hamilton, Nya Zeeland, är en nyzeeländsk roddare.
Han tog OS-brons i åtta utan styrman i samband med de olympiska roddtävlingarna 1976 i Montréal.